# Microporella speculum
Microporella speculum är en mossdjursart som beskrevs av Brown 1952. Microporella speculum ingår i släktet Microporella och familjen Microporellidae. Inga underarter finns listade i Catalogue of Life.